# Abborrtjärnen (Arvidsjaurs socken, Lappland, 731266-166667)
Abborrtjärnen är en sjö i Arvidsjaurs kommun i Lappland och ingår i Piteälvens huvudavrinningsområde. Sjön har en area på 0,121 kvadratkilometer och ligger 329,2 meter över havet.

## Delavrinningsområde
Abborrtjärnen ingår i det delavrinningsområde (731634-166513) som SMHI kallar för Utloppet av Moskoselet. Medelhöjden är 364 meter över havet och ytan är 33,43 kvadratkilometer. Räknas de 80 avrinningsområdena uppströms in blir den ackumulerade arean 1 077,83 kvadratkilometer. Abmoälven som avvattnar avrinningsområdet har biflödesordning 2, vilket innebär att vattnet flödar genom totalt 2 vattendrag innan det når havet efter 145 kilometer. Avrinningsområdet består mestadels av skog (69 procent) och sankmarker (11 procent). Avrinningsområdet har 3,96 kvadratkilometer vattenytor vilket ger det en sjöprocent på 11,8 procent. Bebyggelsen i området täcker en yta av 0,98 kvadratkilometer eller 3 procent av avrinningsområdet.